# Como É Que o Bicho Mexe?
Como É Que o Bicho Mexe? foi um late-night talk show criado e apresentado por Bruno Nogueira, com transmissão diária no Instagram.
O programa de formato peculiar era emitido de segunda a sexta-feira, com início às 23:00 horas, em direto, na conta de Instagram de Bruno Nogueira (@corpodormente). Durou cerca de dois meses, entre março e maio de 2020.

## Origem e produção
Em março de 2020, quando em Portugal começaram a ser impostas medidas de confinamento domiciliário no contexto da pandemia de covid-19, Bruno Nogueira deu início às conversas diárias, de segunda a sexta-feira, com convidados nas suas insta-stories. Depressa as emissões ganharam uma audiência consistente na casa das dezenas de milhares. Em média os diretos tiveram cerca de 50 mil espectadores, tendo começado numa primeira fase com cerca de 35 mil e numa fase mais avançada com cerca de 65 mil. O último episódio, no dia 15 de maio, contou com mais de 170 mil espectadores.
Desde o início que Bruno Nogueira demonstrou que não tinha qualquer interesse em servir-se do programa para fins lucrativos, recusando publicitar produtos de marcas que o abordaram. Ao invés disso, utilizou o programa como uma fonte de angariação de fundos para instituições de cariz solidário. Por cada programa angariavam-se quantias na ordem dos milhares de euros.
Entre os convidados habituais de Bruno Nogueira no programa contaram-se Nuno Markl, Nuno Lopes, João Manzarra, Filipe Melo, Salvador Martinha, Marta Bateira, Jéssica Athayde, Mariana Cabral, Inês Aires Pereira, João Quadros, Ljubomir Stanisic, Albano Jerónimo, Nelson Évora e Gonçalo Waddington. O programa chegou a ter a participação de Cristiano Ronaldo, Eunice Muñoz, Maria João Pires, que atuou em direto, Filomena Cautela, enquanto ela própria apresentava o 5 para a Meia-Noite, Rita Blanco, Miguel Guilherme, Fernando Rocha, Carolina Torres, Dillaz, Vhils, que gravou um mural em homenagem a Zeca Afonso em direto, Salvador Sobral, Bruno Fernandes, Rui Patrício, Bernardo Silva e Cal Lockwood, locutor de uma pequena estação de rádio do Ártico, Arctic Outpost. Os episódios acabavam com uma atuação de Filipe Melo ao piano.
No último episódio, Dillaz criou um genérico para o programa, que mais tarde gravou e editou.
No dia 28/06/2020 fez uma emissão especial do talk-show, com vários dos convidados regulares.